# Tiggelt
Tiggelt is een buurtschap in de gemeente Zundert in de Nederlandse provincie Noord-Brabant. Het ligt in het noorden van de gemeente, even ten zuidwesten van het dorp Rijsbergen.
In 1812 werden nabij Tiggelt de overblijfselen gevonden van een Romeins tempeltje uit de 2e of 3e eeuw, aan de godin Sandraudiga gewijd.
Dorpen: Achtmaal · Klein-Zundert · Rijsbergen · Wernhout · Zundert

Buurtschappen: Breedschot · De Kruispad · De Lent · Driehoek · Hazeldonk · Hellegat · Hulsdonk · Kaarschot · Klein-Oekel · Luitert · Maalbergen · Moeren · Oekel · Ostaaijen · Raamberg · Stuivezand · Tiggelt · Tiggeltscheberg · Weimeren · Wernhoutsburg · Wildert

Noord-Brabant: Steden en dorpen      Nederland: Provincies · Gemeenten